# Athripsodes ygramul
Athripsodes ygramul är en nattsländeart som beskrevs av Malicky och Lounaci 1987. Athripsodes ygramul ingår i släktet Athripsodes och familjen långhornssländor. Inga underarter finns listade i Catalogue of Life.